# TSR Mościckiego
TSR Mościckiego – telewizyjna stacja retransmisyjna, zlokalizowana w Tomaszowie Mazowieckim przy ul. Mościckiego. Od 19 grudnia 2013 pełni rolę nadajnika multipleksu lokalnego.

## Parametry
- Wysokość posadowienia podpory anteny: 171 m n.p.m.[1]
- Wysokość zawieszenia systemów antenowych: TV: 63, 64 m n.p.t.[1]

## Transmitowane programy

### Programy telewizyjne - cyfrowe
| Skład multipleksu                                                                            | Częstotliwość | Kanał | Moc promieniowana nadajnika | Polaryzacja | Kompresja wizji |
| -------------------------------------------------------------------------------------------- | ------------- | ----- | --------------------------- | ----------- | --------------- |
| MUX 3 - TVP1 HD - TVP2 HD - TVP3 Łódź - TVP Kultura - TVP Historia - TVP Sport - TVP Info HD | 650 MHz       | 43    | 0,01 kW                     | pozioma     | MPEG-4          |
| MUX L3 - NTL - 4fun Gold - 4fun.tv - Stars.TV - Eska TV Extra                                | 594 MHz       | 36    | 0,01 kW                     | pozioma     | MPEG-4          |

## Programy telewizyjne już nie nadawane
Programy telewizji analogowej wyłączone 20 maja 2013 roku.
| LP | Program | Właściciel            | Częstotliwość | Kanał | Moc ERP nadajnika | Polaryzacja |
| -- | ------- | --------------------- | ------------- | ----- | ----------------- | ----------- |
| 1  | TVP1    | Telewizja Polska S.A. | 224,25 MHz    | 12    | 0,1 kW            | pozioma     |

## Otoczenie
Maszt sąsiaduje z historycznymi budynkami Tomaszowa Mazowieckiego. Od wschodu graniczy z najstarszą tomaszowską szkołą średnią – I Liceum Ogólnokształcącym im. Jarosława Dąbrowskiego, od zachodu zaś z gmachem dawnego Banku Rosji, wybudowanym w drugiej połowie XIX wieku (obecnie główny urząd Poczty Polskiej w Tomaszowie)